# Lycenchelys scaurus
Lycenchelys scaurus är en fiskart som först beskrevs av Garman, 1899.  Lycenchelys scaurus ingår i släktet Lycenchelys och familjen tånglakefiskar. Inga underarter finns listade i Catalogue of Life.